# بلفیکه
بلفیکه دهستانی در استان آلمریای اسپانیا است.
در این دهستان ۳۱۰ نفر زندگی می‌کنند. مساحت این دهستان ۶۵ کیلومتر مربع است.